# Imst
Imst est une ville autrichienne se situant dans le Land de Tyrol.
La ville a accueilli régulièrement des compétitions internationales comme les Championnats du monde de luge.
Le carnaval d'Imst, avec son défilé dit « Schemenlaufen » (course des fantômes), n'a lieu que tous les quatre ou cinq ans, mais on pourra voir les parures ayant servi en cette occasion au musée municipal.

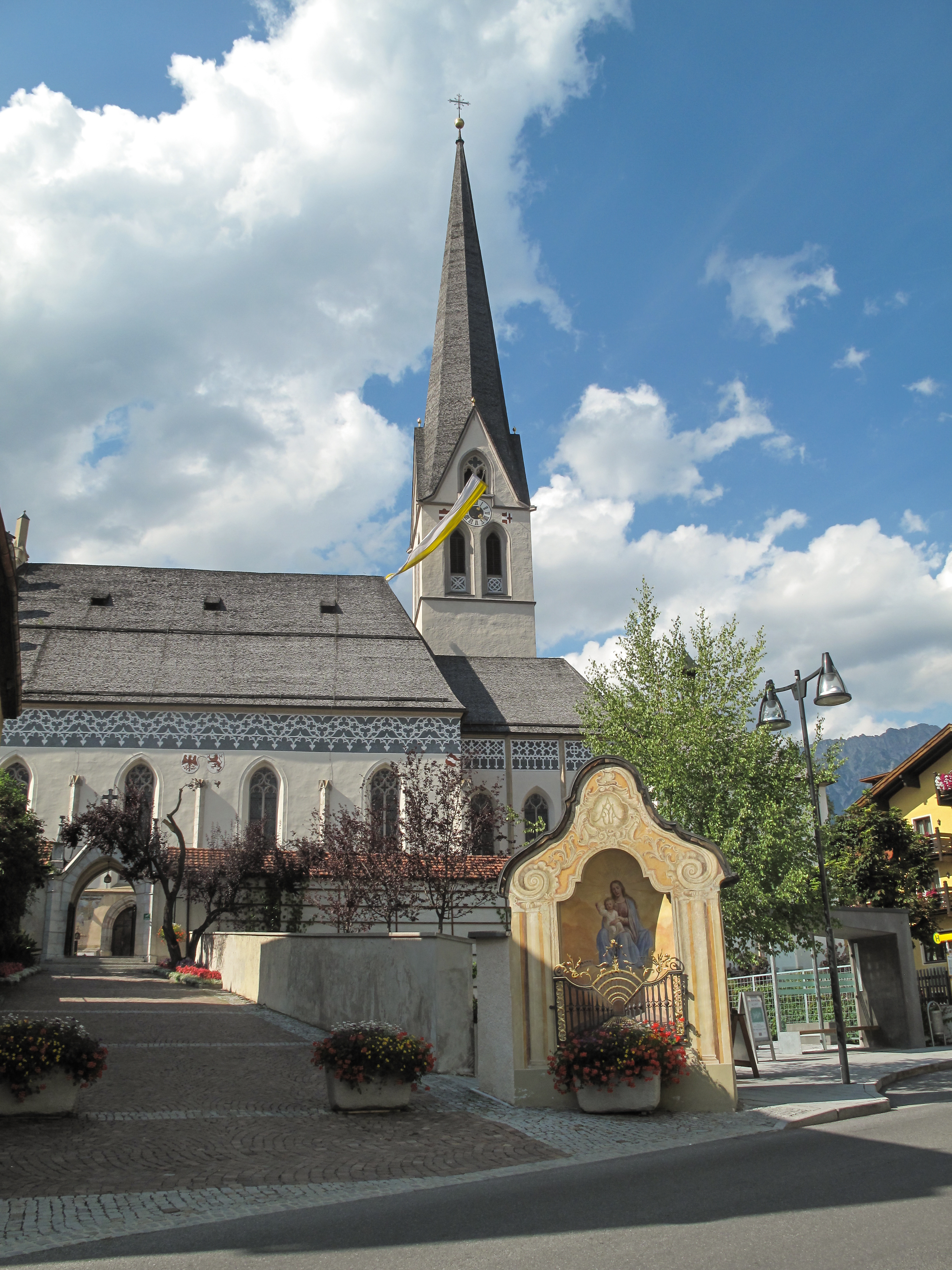
Église : Maria Himmelfahrtkirche.

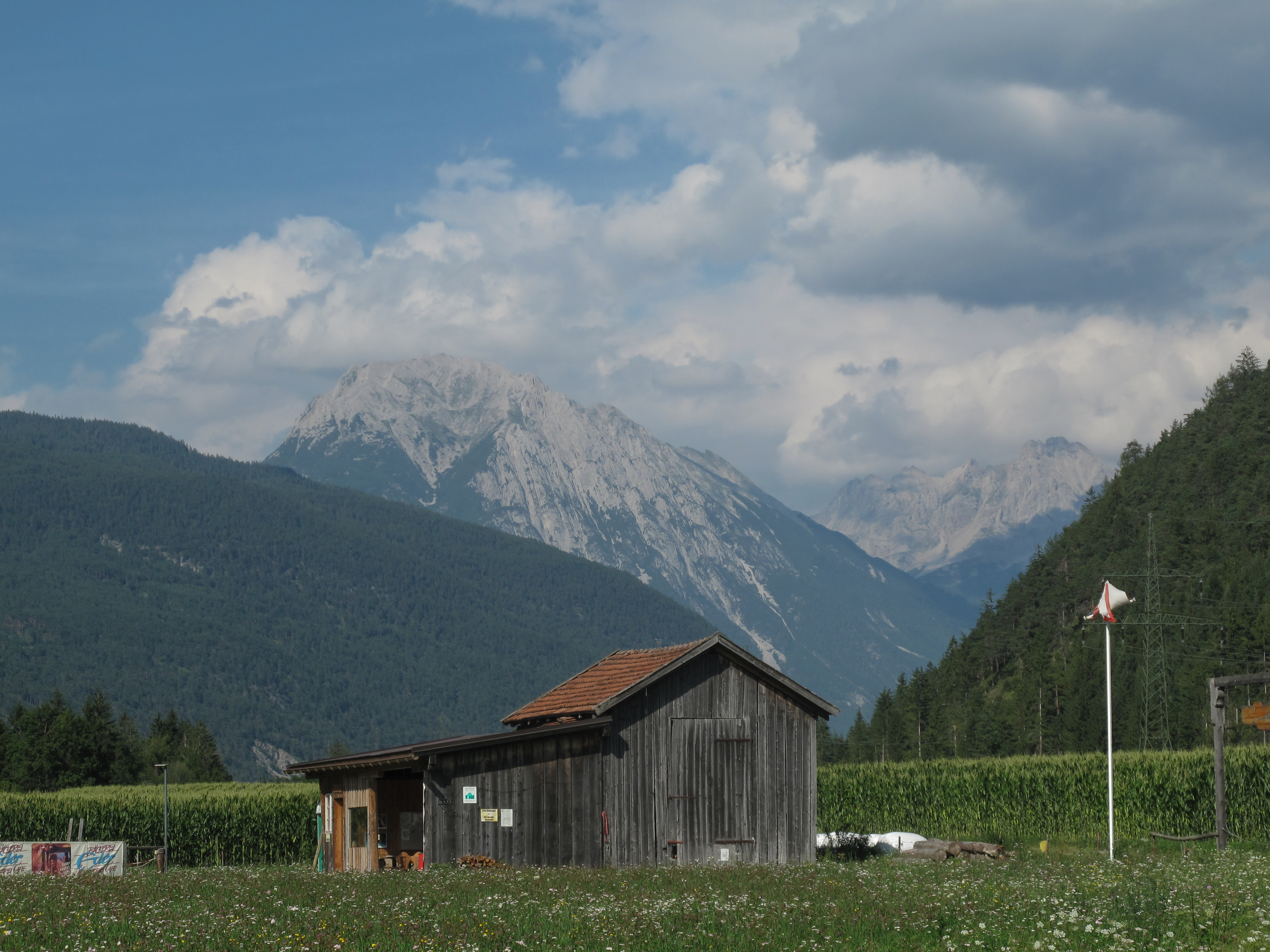
Panorama entre Imst et Tarrenz.